# Rybářský poloostrov

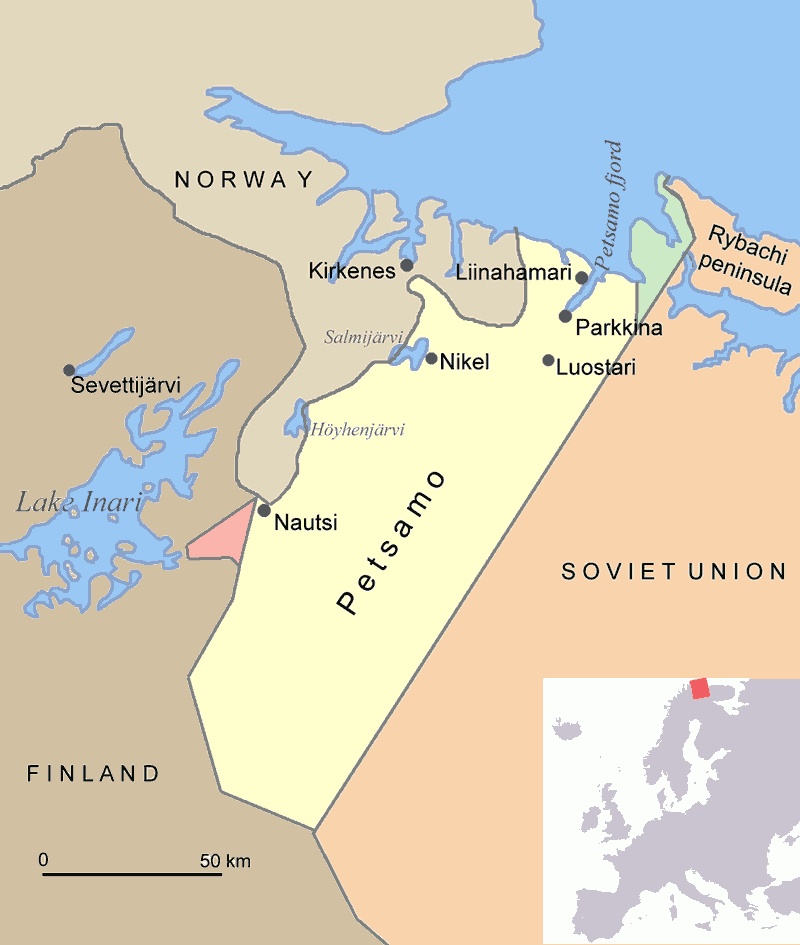
Rybářský poloostrov vpravo nahoře

Rybářský poloostrov (rusky Полуостров Рыбачий, norsky Fiskerhalvøya, finsky Kalastajasaarento, severosámsky Giehkirnjárga) je nejsevernější kontinentální část Ruské federace v rámci Evropy. Administrativně náleží k rajónu Pečenga (Petsamo) Murmanské oblasti.

## Historie

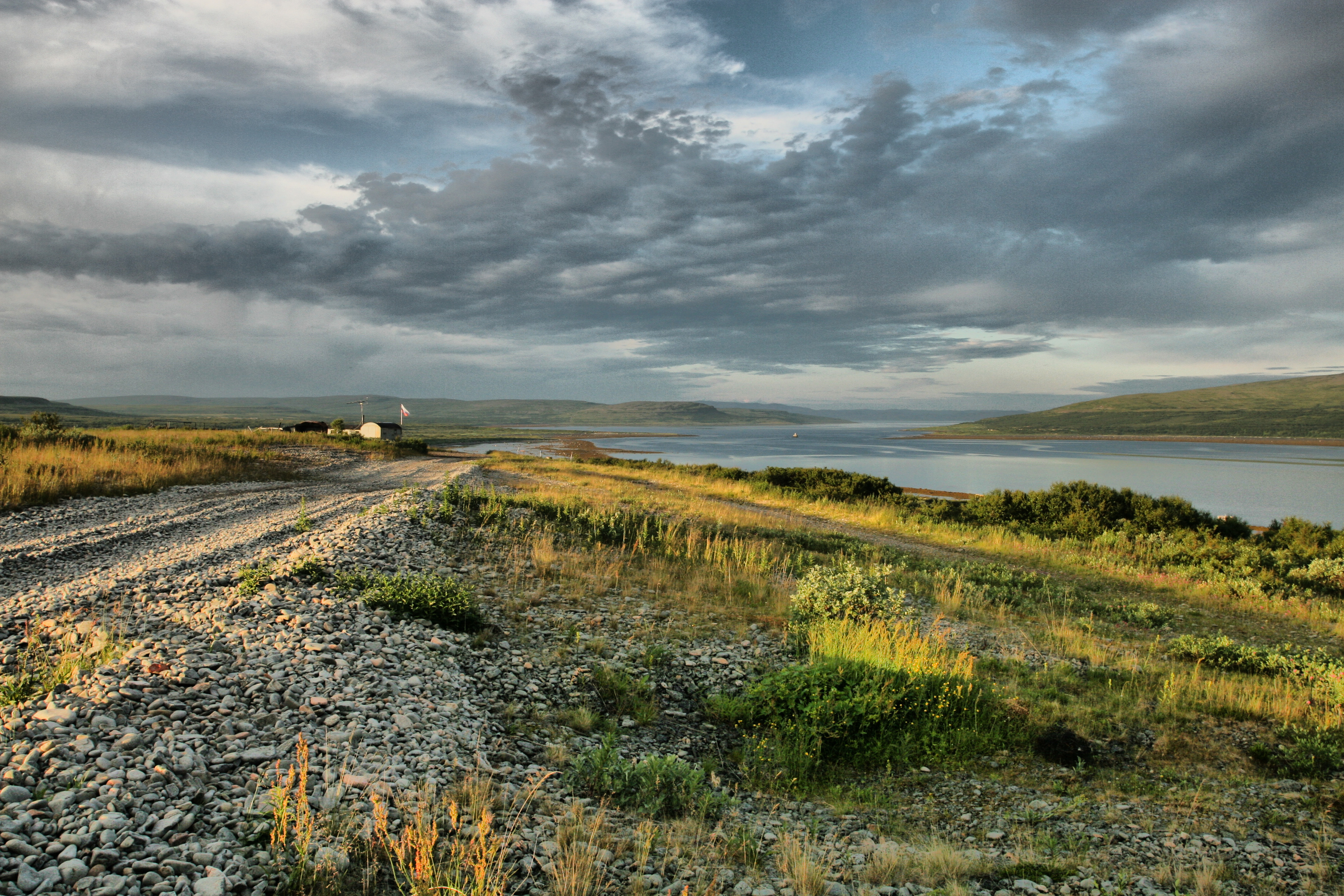
Rybářský poloostrov

Hranice v oblasti okolo Rybářského poloostrova byly přesně vymezeny poměrně pozdě. Došlo k tomu v roce 1826, kdy poloostrov (osídlený hlavně Laponci a Nory) připadl Rusku. V roce 1920 byl podle mírové smlouvy z Tartu rozdělen mezi bolševické Rusko a nově osamostatněné Finsko, které získalo jeho západní část.
Vydání finské části poloostrova požadoval Sovětský svaz při jednání s Finskem v roce 1939, přičemž požadavek odůvodňoval nutností lepšího zabezpečení obrany blízkého přístavu Murmansk. Po odmítnutí sovětských požadavků, sovětském přepadení Finska a zimní válce Sovětský svaz Rybářský poloostrov celý zabral.
Během druhé světové války se zde vykrystalizovala poměrně statická fronta mezi německou 20. horskou armádou a sovětskými jednotkami bránícími Murmansk.
Po konci druhé světové války a vzniku NATO byla oblast rozsáhle militarizována (významný strategický bod poblíž norsko-sovětské hranice, tj. tehdy též hranice mezi NATO a Varšavskou smlouvou), po rozpadu Varšavské smlouvy a SSSR byla většina vojenských zařízení přemístěna, velká část poloostrova je však pro civilisty stále nepřístupná (stav k roku 2005).